# جنگ داخلی سومالی (۲۰۰۹–اکنون)
جنگ داخلی سومالی (۲۰۰۹–اکنون) (انگلیسی: Somali Civil War) بخشی از جنگ داخلی سومالی به‌شمار می‌رود که در جنوب سومالی در جریان است. این نزاع در فوریه ۲۰۰۹ با درگیری نیروهای حکومت فدرال سومالی به کمک نیروهای حافظ صلح اتحادیه آفریقا و چندین گروه نظامی اسلامی آغاز شد. این خشونت‌ها باعث آوارگی هزاران نفر از مردم در بخش جنوبی این کشور شده است.
در ۱۶ اکتبر ۲۰۱۱، ارتش کنیا از مرز سومالی به منظور حمله به نیروهای الشباب و ایجاد یک منطقه حائل در برابر آنها عبور کرد.